# 1554 az irodalomban
Az 1554. év az irodalomban.

## Új művek

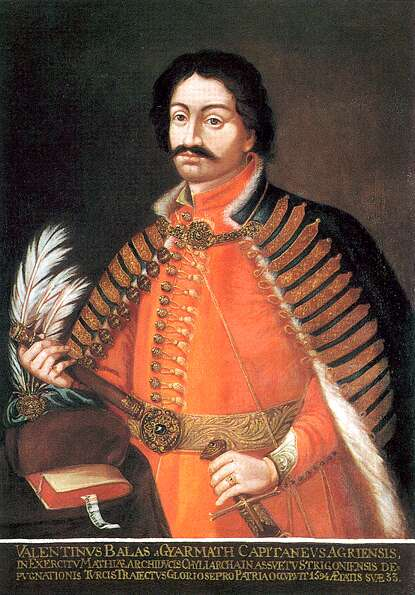
Balassi Bálint

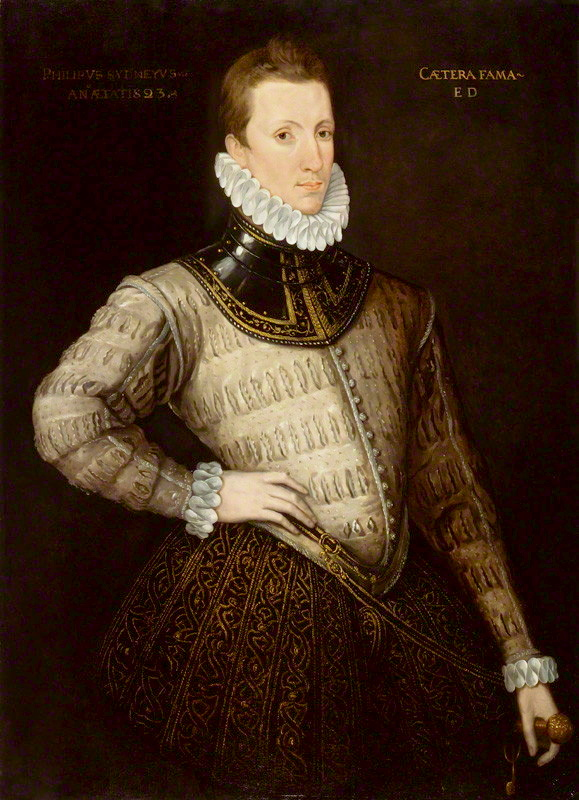
Philip Sidney

- Tinódi Lantos Sebestyén históriás énekeinek gyűjteményes kötete: Cronica (Kolozsvár).
- Ismeretlen szerző: Lazarillo de Tormes, (teljes eredeti címe: La Vida de Lazarillo de Tormes: y de sus Fortunas y Adversidades), az első pikareszk regény.
- Megjelenik Matteo Bandello olasz író novellagyűjteménye; egy további kötete – összesen 214 novellát írt – 1573-ban látott napvilágot.

## Születések
- október 20. – Balassi Bálint magyar költő, a magyarországi reneszánsz nagy alakja, a magyar nyelvű költészet első kiemelkedő művelője († 1594)
- november 30. – Philip Sidney angol költő, I. Erzsébet angol királynő korának jelentős irodalmi képviselője († 1586)
- 1554 vagy 1552 – Walter Raleigh angol író, költő, udvaronc és felfedező († 1618)

## Halálozások
- április 23. – Gaspara Stampa itáliai költő, az itáliai reneszánsz legnagyobb női költőjének tekintik (* 1523)